# Umfelde
Umfelde ist ein Ortsteil der Gemeinde Wallstawe der Verbandsgemeinde Beetzendorf-Diesdorf im Altmarkkreis Salzwedel in Sachsen-Anhalt.

## Geographie

### Lage
Das Dorf Umfelde liegt etwa drei Kilometer südwestlich von Wallstawe und 14 Kilometer südwestlich der Kreisstadt Salzwedel in der Altmark. Nordwestlich liegt der etwa 49 Meter hohe Strohberg, westlich der etwa 66 Meter hohe Johannisberg. Im Norden fließt der Molmker Bach.
Nachbarorte sind Hilmsen im Westen, Ellenberg im Nordwesten, Wallstawe im Nordosten und Gieseritz im Osten.

### Gliederung
Zum Ortsteil Umfelde gehört neben dem Dorf Umfelde auch der zwei Kilometer südwestlich liegende Wohnplatz Risk.

## Geschichte

### Mittelalter bis Neuzeit
Im Jahre 1112 wurde In curti Humenuel de Bruchdorp und 1178 Hummenvelde urkundlich erwähnt. Walter Zöllner ordnet diese Urkunden im Register der Urkundensammlung des Stifts Hamersleben Umfelde (Ortsteil von Gieseritz) zu. In der Urkunde aus dem Jahr 1178, überliefert von Johann Georg Leuckfeld, heißt es: in Hummenvelde X, et otco mansos cum ecclesia, der Ort umfasste also 18 Hufen und eine Kirche.
Eine spätere Erwähnung von Umfelde als vmuelde stammt aus dem Jahre 1344, als Markgraf Ludwig dem Kloster Dambeck Hebungen aus mehreren Dörfern überlässt. Im Jahre wird 1356 Mathyas de Ummenfelde in Salzwedel genannt. Im Landbuch der Mark Brandenburg von 1375 wird Umbfelde mit einer Mühle aufgeführt. Das Kloster Dambeck und die von Bartensleben hatte hier Einnahmen. Im Jahre 1492 wird das Dorf erwähnt, wohl bald danach war es wüst. Nach dem Jahre 1801 kaufte ein Schernebeck die wüste Feldmark und erbaute eine Gutssiedlung, das spätere Gut Umfelde.
Im Jahr 2012 feierten die Umfelder an ihrem Dorfgemeinschaftshaus das 900-jährige Bestehen des Dorfes. 1978 hatte man „wegen damals anderer Urkundenkenntnisse“ das 800-jährige Bestehen gefeiert.

### Umstrittene Ersterwähnung
Der Historiker Peter Rohrlach schließt sich der Meinung von Wilhelm Zahn an, dass sich die Erwähnungen von 1112 und 1178 wahrscheinlich nicht auf dieses Umfelde beziehen. Andere Autoren folgen dem nicht.

### Alte Dorfstelle
Etwa 700 Meter nordwestlich des Dorfes, am Westabhang des Strohbergs und auf der Südseite des Molmker Baches liegt „die Dorfstelle“, auf der das alte Dorf gelegen hat. Sie wird im Dambecker Erbregister von 1573 „die Dorfstede“ genannt.

### Sage vom Glockensoll
Franz Bohnstedt überlieferte 1930 eine Sage über den „Glockensoll“, der an „die Dorfstelle“ grenzt und der mit den Glocken einer Kirche in Zusammenhang steht. In einem nun zugewachsenen Wasserloch ist vor vielen Jahrhunderten eine Glocke aus dem benachbarten Hilmsen versunken, wohin Umfelde eingepfarrt ist. Die Glocke soll sich beim Läuten vom Glockenstuhl gelöst haben und bis zum Glockensoll geflogen sein, wo sie versank, weil sie bei der Taufe keinen Namen erhalten hatte.

### Archäologie
Um 1930 wurde an der alten Dorfstelle am Pastorweg ein Bronzekruzifix geborgen, das möglicherweise zu einem Altarkreuz oder Prozessionskreuz gehört hat. Es wurde dem Danneil-Museum in Salzwedel übergeben und ist auf das 12. Jahrhundert datiert worden. Bei der Fundstelle wurden in Reihen liegende Skelette aufgedeckt und in der Nähe befanden sich Scherben frühmittelalterliche Tonware.

### Eingemeindungen
Umfelde gehörte ursprünglich zum Salzwedelischen Kreis der Mark Brandenburg in der Altmark. Von 1807 bis 1813 lag es im Kanton Beetzendorf auf dem Territorium des napoleonischen Königreichs Westphalen. Nach weiteren Änderungen kam es 1816 in den Kreis Salzwedel, den späteren Landkreis Salzwedel im Regierungsbezirk Magdeburg in der Provinz Sachsen in Preußen.
Am 4. Mai 1903 wurde der Gutsbezirk Umfelde im in eine Landgemeinde umgewandelt.
Am 30. September 1928 wurde der Gutsbezirk Risk mit der Landgemeinde Umfelde vereinigt. Am 20. Juli 1950 wurde die Gemeinde Umfelde aus dem Landkreis Salzwedel in die Gemeinde Gieseritz eingemeindet.
Durch den Zusammenschluss der Gemeinde Gieseritz mit anderen Gemeinden zur neuen Wallstawe am 1. Juli 2009 kam der Ortsteil Umfelde zu Wallstawe.

### Einwohnerentwicklung
| Jahr | Einwohner |
| ---- | --------- |
| 1818 | 20        |
| 1840 | 56        |
| 1864 | 81        |
| 1871 | 83        |
| 1885 | 55        |
| 1892 | [00]61    |
| 1895 | 73        |

| Jahr | Einwohner |
| ---- | --------- |
| 1900 | [00]070   |
| 1905 | 080       |
| 1910 | [00]086   |
| 1925 | 089       |
| 1939 | 089       |
| 1946 | 116       |
| 2015 | [00]058   |

| Jahr | Einwohner |
| ---- | --------- |
| 2018 | [00]57    |
| 2020 | [00]57    |
| 2021 | [00]57    |
| 2022 | [00]57    |
| 2023 | [0]56     |

Quelle, wenn nicht angegeben, bis 1946

## Religion
Die evangelischen Christen aus Umfelde gehörten früher zur Pfarrei Hilmsen. 1928 waren sie nach Gieseritz umgepfarrt. Heute gehört die Kirchengemeinde Gieseritz zum Pfarrbereich Diesdorf im Kirchenkreis Salzwedel im Bischofssprengel Magdeburg der Evangelischen Kirche in Mitteldeutschland.

## Kultur und Sehenswürdigkeiten
- Der Taubenturm in Umfelde steht unter Denkmalschutz. Er wurde nach der Wende restauriert. Die Rotsteinflächen des Fachwerks wurden neu ausgemauert und der Turm erhielt eine Dachrinne.[24]
- Der Friedhof liegt nordwestlich des Dorfes im Wald.